# Семёнов, Валентин Григорьевич
Валентин Григорьевич Семенов (10 июня 1930, село Власова, теперь Шатурского района Московской области) — советский деятель, новатор производства, слесарь, бригадир слесарей Подольского механического завода имени Калинина Московской области. Член ЦК КПСС в 1976—1986 годах. Герой Социалистического Труда (20.04.1971). Депутат Верховного Совета СССР 7-го созыва.

## Биография
В 1947 году окончил ремесленное училище.
В 1947—1950 годах — слесарь Подольского механического завода имени Калинина Московской области.
В 1950—1953 годах — в Советской армии.
С октября 1953 года — бригадир слесарей Подольского механического завода имени Калинина Московской области.
Член КПСС с 1958 года.
В 1971 году окончил вечернее отделение Подольского индустриального техникума Московской области.
Потом — на пенсии.

## Награды и звания
- Герой Социалистического Труда (20.04.1971)
- Государственная премия СССР за выдающиеся достижения в труде (1978)
- орден Ленина (20.04.1971)
- орден Октябрьской Революции
- орден Трудового Красного Знамени
- медали